# Wada (etyka)

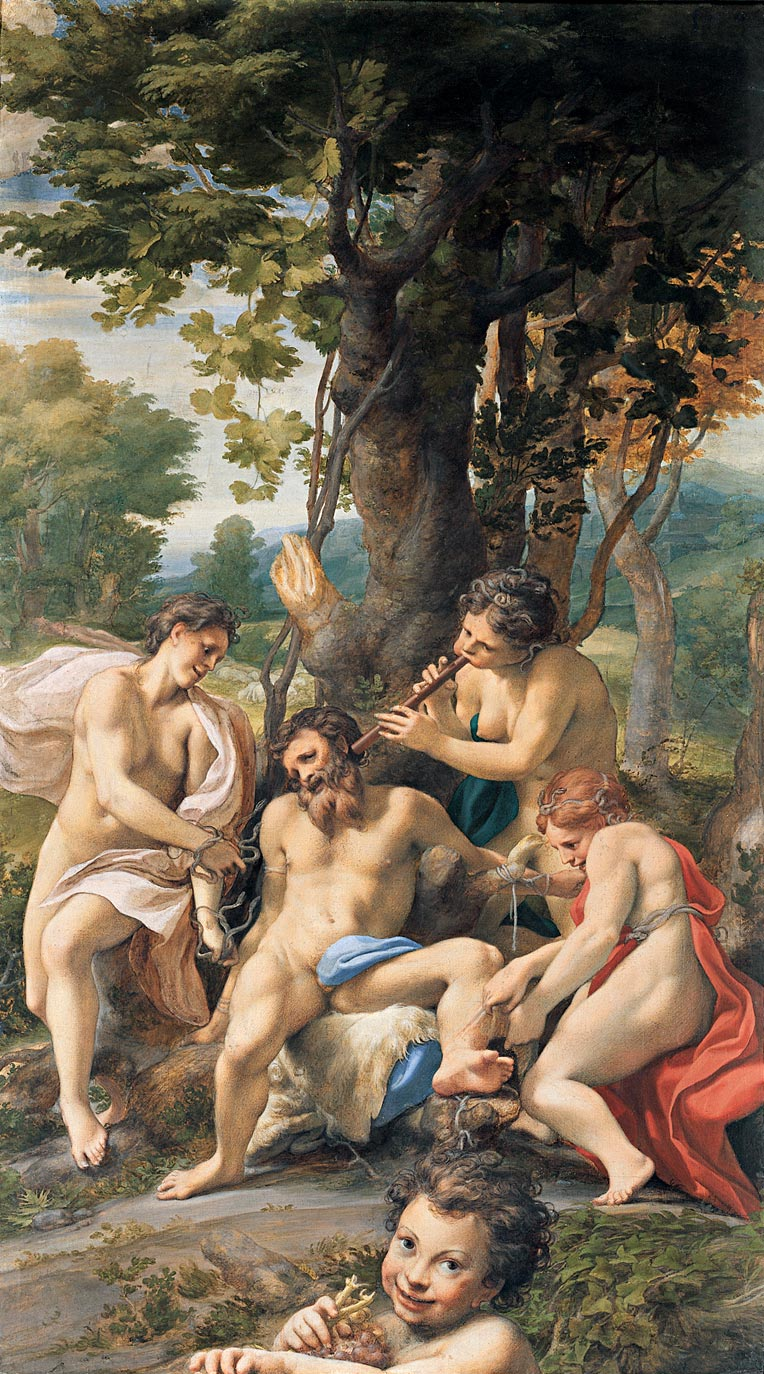
Alegoria przywary. Antonio Allegri da Correggio, olej na płótnie (1532–1533)

Wada (stgr. κακία – kakia, łac. vitium), przywara, występek – negatywna cecha charakteru, stała dyspozycja człowieka ku czynom moralnie złym; przeciwieństwo cnoty.

## Wada jako pojęcie podstawowe
Abstrakcyjne pojęcie wady (i cnoty) nie występuje we wszystkich językach i kulturach. Poszczególne cnoty i wady, jako pewne cechy charakteru przypisywane osobom, należą do podstawowych pojęć moralnych, używanych zarówno w systemach etycznych, moralnym nauczaniu religijnym, jak i w potocznych wypowiedziach na temat moralności. Są też ważnym motywem w literaturze i sztuce. W niektórych okresach historycznych (np. w brytyjskiej filozofii moralnej XVIII w.) cała moralność traktowana była jako nauka o cnotach i przywarach. 
Cenienie cnót i unikanie wad są też powszechnie uznawane za podstawę edukacji dzieci.

## Koncepcje teoretyczne
Wada jest najczęściej określana w relacji do cnoty, zwykle jako jej negacja lub brak. Jako przywara ujmowana jest jako pewna stała dyspozycja danej osoby do rzeczy złych, nikczemności, niegodziwości. Wada nie jest jednorazowym złym czynem, ale oparta jest na nawyku i wytworzonej dyspozycji do złych działań . Wady i cnoty, jako cechy przeciwstawne, wykluczają się i nie mogą być jednocześnie urzeczywistniane . Istnieje asymetria w teoretycznym opracowaniu cnót i wad. Moraliści i filozofowie skupiali się zwykle na cnotach.
Nie każda cnota ma swoje negatywne oblicze w wadzie, a jedynie najważniejsze cnoty, te uznane za powszechnie obowiązujące. Brak takich podstawowych cnót oznacza, że dana osoba posiada pewną wadę.
Wyróżniano również wiele cnót, które wykraczały poza powszechny standard moralny. Były one wysoko cenione, lecz ich brak nie oznaczał, że dana osoba posiada pewną wadę.

### Starożytność

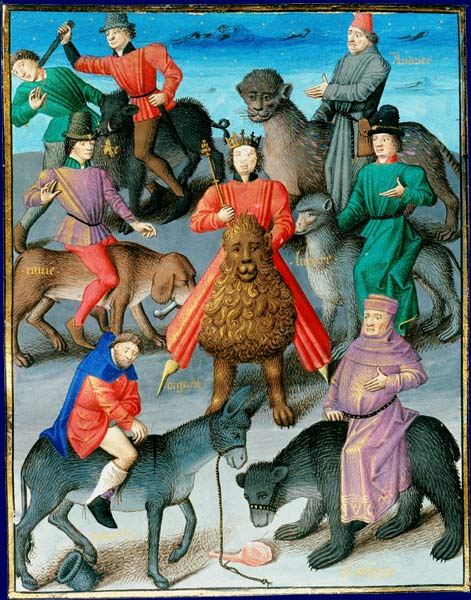
Alegorie 7 wad (grzechów) głównych, pod postacią mężczyzn ujeżdżających zwierzęta symboliczne; Maître François, iluminacja do Speculum Historiale Wincentego z Beauvais (1465–1482)

W starożytności sformułowano kilka bardziej rozbudowanych koncepcji wad (kakia) zestawianych z cnotą (areté).
Według Prodikosa z Keosu kakia to bezrozumny hedonizm, przeciwstawiany areté jako rozumnemu kierowaniu się użytecznością . Dla Sokratesa, uznającego intelektualizm etyczny, wada (jak i cnota) są wyrazem wiedzy na tematy moralne. Wada jest ignorancją na temat cnoty, a więc niedobrowolną niewiedzą na jej temat. Dla Sokratesa nie było możliwe, że ktoś może znać cnotę i za nią nie podążać .
Stanowisko Sokratesa zradykalizowali stoicy, uznając cnotę za brak wiedzy o tym, co dobre i złe. Dodatkowo jednak, uznając jedność cnót (łączonych w cnocie wiedzy) i jedność wad (łączonych w wadzie ignorancji), uznawali, że kto ma „jedną wadę, ma je wszystkie”, a także, że nie można ustalić hierarchii między wadami .
Od tych koncepcji wyraźnie odróżniały się prace Arystotelesa. Wada nie jest w nich negatywnym wyrazem cnoty, lecz cechą, która jest określana jako pewien nadmiar lub niedostatek. Stąd, cnoty i wady nie są ścisłymi przeciwieństwami. Arystoteles grupuje wady w przeciwstawne pary, traktując cnotę jako drogę czy harmonię pomiędzy nimi. Cnota nie może więc być maksymalizowana, lecz polega na zachowywaniu umiaru, właściwej miary . Od Arysotelesa pochodzi również koncepcja cnoty jako zgodności z własną naturą (głęboką istotą) i wady jako niezgodności czy oddalenia od tej natury. Taka koncepcja wady pojawia się nie tylko w jego Etyce, ale także w Retoryce  .

### Chrześcijaństwo
Chrześcijańska filozofia i teologia moralna przejęła i schrystianizowała starożytne koncepcje cnót i wad (w szczególności stoików i Arystotelesa) . Cnoty i wady stały się jednym z głównych pojęć moralnych chrześcijaństwa, wykorzystywanym m.in. do alegorycznej interpretacji Pisma Świętego . Najważniejsze wady zaczęto łączyć są z grzechami. Za Janem Kasjanem i Grzegorzem I wyróżniano siedem najważniejszych wad uznawanych za siedem grzechów głównych: pycha, chciwość, zazdrość, gniew, nieczystość, łakomstwo, lenistwo (czy znużenie duchowe)  .
Teoretyczne podstawy chrześcijańskiej etyki cnót (w ramach których rozważano również kwestie wad) dał Augustyn z Hippony . O ile cnoty są drogą jednoczenia ludzi z Bogiem, to wady od niego odciągają .
W późniejszej filozofii scholastycznej wykształciły się dwa nurty chrześcijańskiej refleksji nad cnotami: augustiańska i arystotelejska. Rozwój scholastycznej refleksji nad cnotą znalazł ukoronowanie w Sumie teologicznej Tomasza z Akwinu, a do przedstawionej tam koncepcji cnót odwołuje się także współczesna katolicka filozofia moralna.

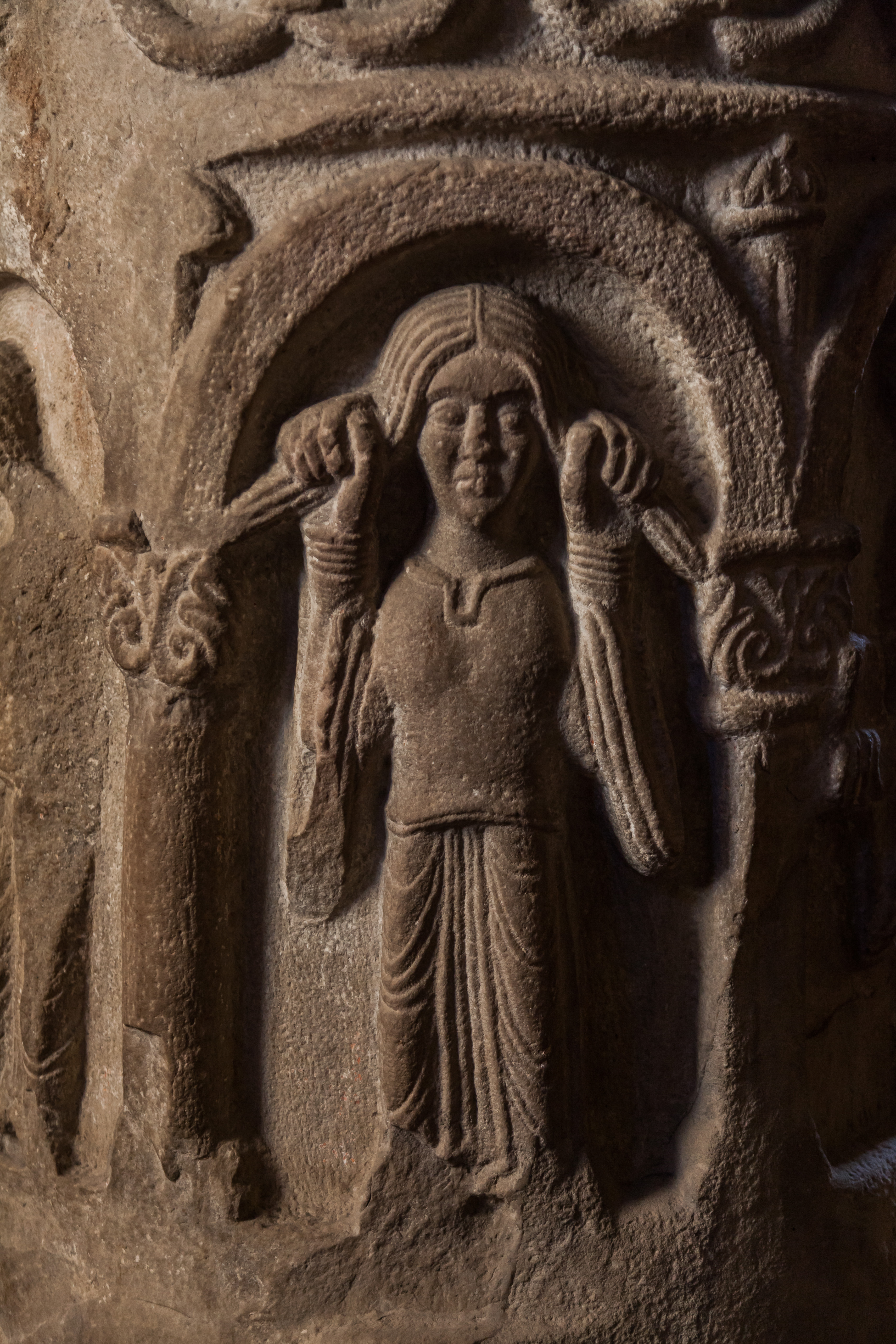
Alegoria złości na kolumnie przywar w Kościele Świętej Trójcy i Najświętszej Marii Panny w Strzelnie (2. połowa XII w.)

W ujęciu Tomasza z Akwinu, wady są stałymi dyspozycjami do zła. Są również wykroczeniami przeciwko naturze (rozumianej w sposób arystotelejski, jako głęboka istota) . Są to ziemskie przywary pożerające ludzką energię i odciągające od wyższego życia duchowego . Wady osłabiają ludzką wolę, sumienie i osąd moralny, zdolność człowieka do oceny tego co jest dobre i złe . Powodują moralną degradację i są przeszkodami w powrocie człowieka na drogę dobra i cnoty. Jakiekolwiek zepsucie i nagromadzenie wad nie powoduje jednak całkowitej niezdolności człowieka do czynów cnotliwych  .

### Współczesność
We współczesnej etyce cnót rozbudowaną analizę różnorodnych wad przedstawił Thomas Hurka, grupując je na wady czyste (np. sadyzm, złośliwość), oparte na obojętności (lenistwo, nieczułość) i te związane z brakiem właściwej miary (niecierpliwość, wrogość).

## Wielość wad
Podobnie jak w przypadku cnót, wyróżnia się wiele wad, łączonych w różne relacje. O ile jednak cnoty często łączono w pewną całościową cnotę, a spajającą rolę przypisywano pewnej cnocie harmonizującej (najczęściej roztropności), to wady traktowano osobno. Nie ma wady, która zbierałaby je w jedną . Wyjątkiem są przedstawienia alegoryczne, gdzie wada (występek) występuje abstrakcyjnie.
Wypowiedzi traktujące pewne wady jako naczelne, czynią tak w celach retorycznych, czy w pewnym ograniczonym kontekście znaczeniowym (np. w Mądrości Syracha taką najważniejszą wadą (grzechem) jest pycha, a w Pierwszym Liście do Tymoteusza Paweł z Tarsu pisze, że źródłem wszelkiego zła jest chciwość do pieniędzy) .

## Ikonografia

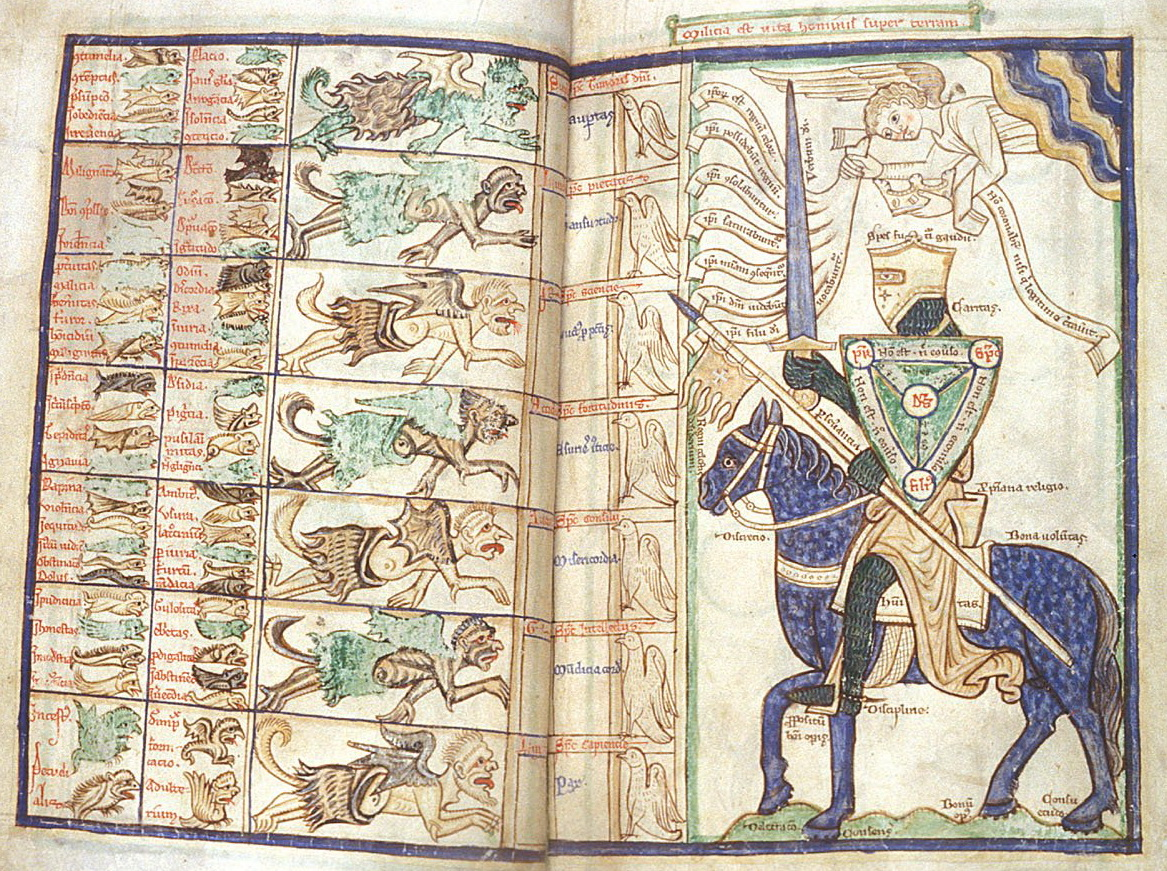
Chrześcijański rycerz wyrusza na walkę z siedmioma grzechami głównymi pod postacią demonów. Każdemu z nich towarzyszą bardziej szczegółowe grzechy. Iluminacja do traktatu Williama Peraldusa Summa Vitiorum (ok. 1255–1265)

Ikonografia i symbolika wad rozwijała się równolegle z ikonografią cnót. Były one częstym tematem i motywem w sztukach pięknych. Wady były personifikowane i przedstawiane alegorycznie.
Wady często przedstawiano w postaci kobiet, zwierząt czy (pod wpływem chrześcijaństwa) diabłów bądź demonów . Występują często obok cnót, którym są przeciwstawiane. Przedstawienia mają formę statyczną, lub jako psychomachia (walka cnót z wadami), gdzie poszczególne cnoty walczą z odpowiadającymi im wadami (grzechami) lub nad nimi tryumfują.
W starożytności przedstawiano je rzadko. Rozwój ikonografii wiąże się z rozpowszechnianiem chrześcijaństwa, które zaczęło wiązać je z grzechem. Na wczesnochrześcijańskich malowidłach z katakumbach San Gennaro były przedstawiane jako kobiety w czerni (obok cnót – kobiet w bieli). Kobiety nie miały indywidualnego charakteru i nie dzierżyły atrybutów. Tych cech wyróżniających nabrały dopiero w ikonografii średniowiecznej, szczególnie od XI–XII w. Do początkowo prostego zestawu atrybutów zaczęto wtedy dodawać kolejne, np. zwierzęta symboliczne. Zwierzęta te są deptane lub ujeżdżane przez cnoty (co symbolizuje panowanie nad grzechem czy popędami), lub wady w postaci kobiet dosiadają odpowiadające im zwierzęta symboliczne.
Od XII w. występuje również przedstawienie dwóch drzew: cnót (drzewo kwitnące) i wad (drzewo uschnięte).